# Alashankou (stacja kolejowa)
Alashankou (chiń. 阿拉山口市, ujg. ‏ﺋﺎﻻﺗﺎﯞ ئېغىزى‎) – stacja kolejowa i terminal przeładunkowy w miejscowości Alashankou, w prefekturze autonomicznej Bortala, w regionie autonomicznym Sinciang, w Chińskiej Republice Ludowej. Położona jest na linii Aktogaj - Urumczi, na trasie Nowego Jedwabnego Szlaku.
Jest to jedna z dwóch i największa chińska stacja graniczna na granicy z Kazachstanem. Stacją graniczną po stronie kazachskiej jest Dostyk. Ze względu na różnice rozstawu szyn pomiędzy obydwoma państwami, do stacji doprowadzone są tory w obu rozstawach. Alashankou wraz z stacją Khorgos obsługują największy ruch towarowy spośród chińskich przejść kolejowych. W 2021 na stacji odprawiano 16 pociągów na dobę, co było ilością niewystarczającą w stosunku do popytu. Obecnie trwa rozbudowa przejścia.
W 2021 na terminalu w Alashankou wprowadzono możliwość odprawy towarów z kodami celnymi dla e-commerce.

## Historia
Linia kolejowa do Związku Sowieckiego z przejściem Alashankou powstała w 1990, na podstawie podpisanej jeszcze w 1954 umowy pomiędzy ZSRR a ChRL, której realizacja była opóźniona ze względów politycznych (rozłam radziecko-chiński). Po uzyskaniu niepodległości przez Kazachstan w 1991, do 2009 pozostawało jedynym kazachsko-chińskim kolejowym przejściem granicznym
Stacja powstała na niezamieszkałych terenach Bramy Dżungarskiej. W kolejnych latach wokół stacji rozwinęło się miasto o tej samej nazwie.

### Nowy Jedwabny Szlak
W marcu 2011 przez przejście przejechał pierwszy pociąg kontenerowy łączący Chiny z Europą. Wkrótce stacja stała ważnym punktem na mapie transportu towarów z Chin do Europy, Rosji i Azji Środkowej. Szybki wzrost liczby przewożonych kontenerów i niedostosowana do niego infrastruktura powodują opóźnienia w odprawie składów.

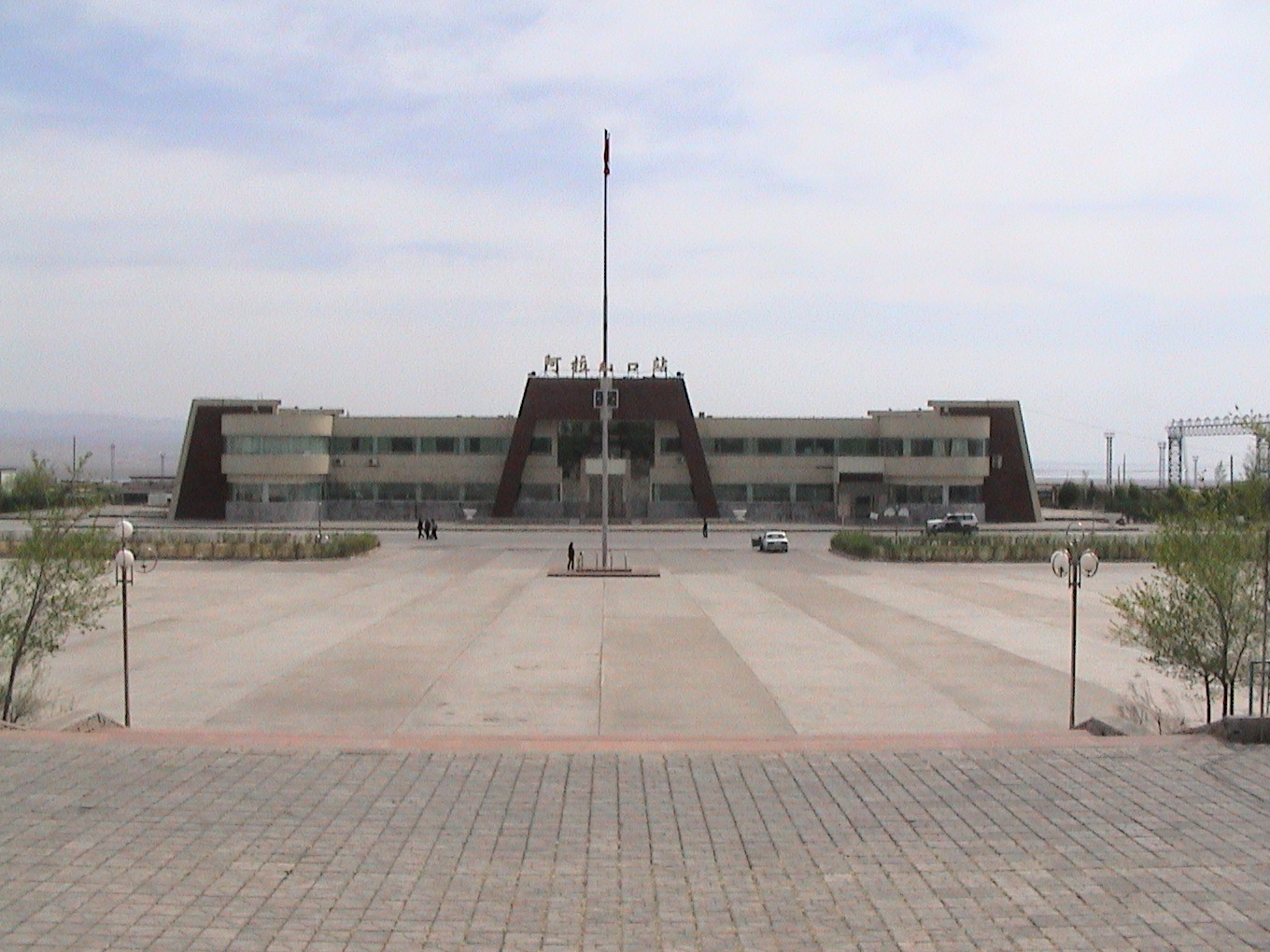
Budynek dworca
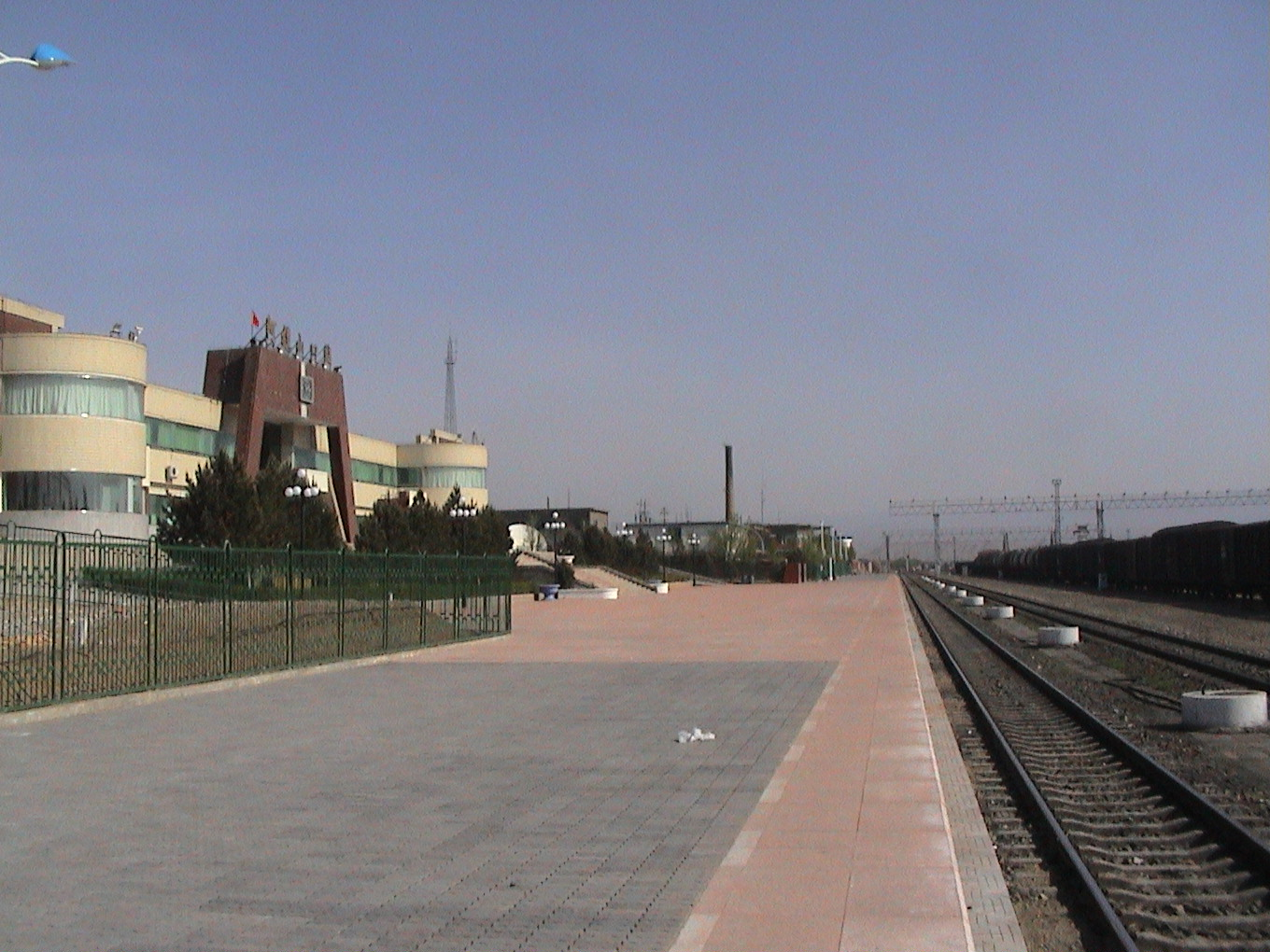
Peron
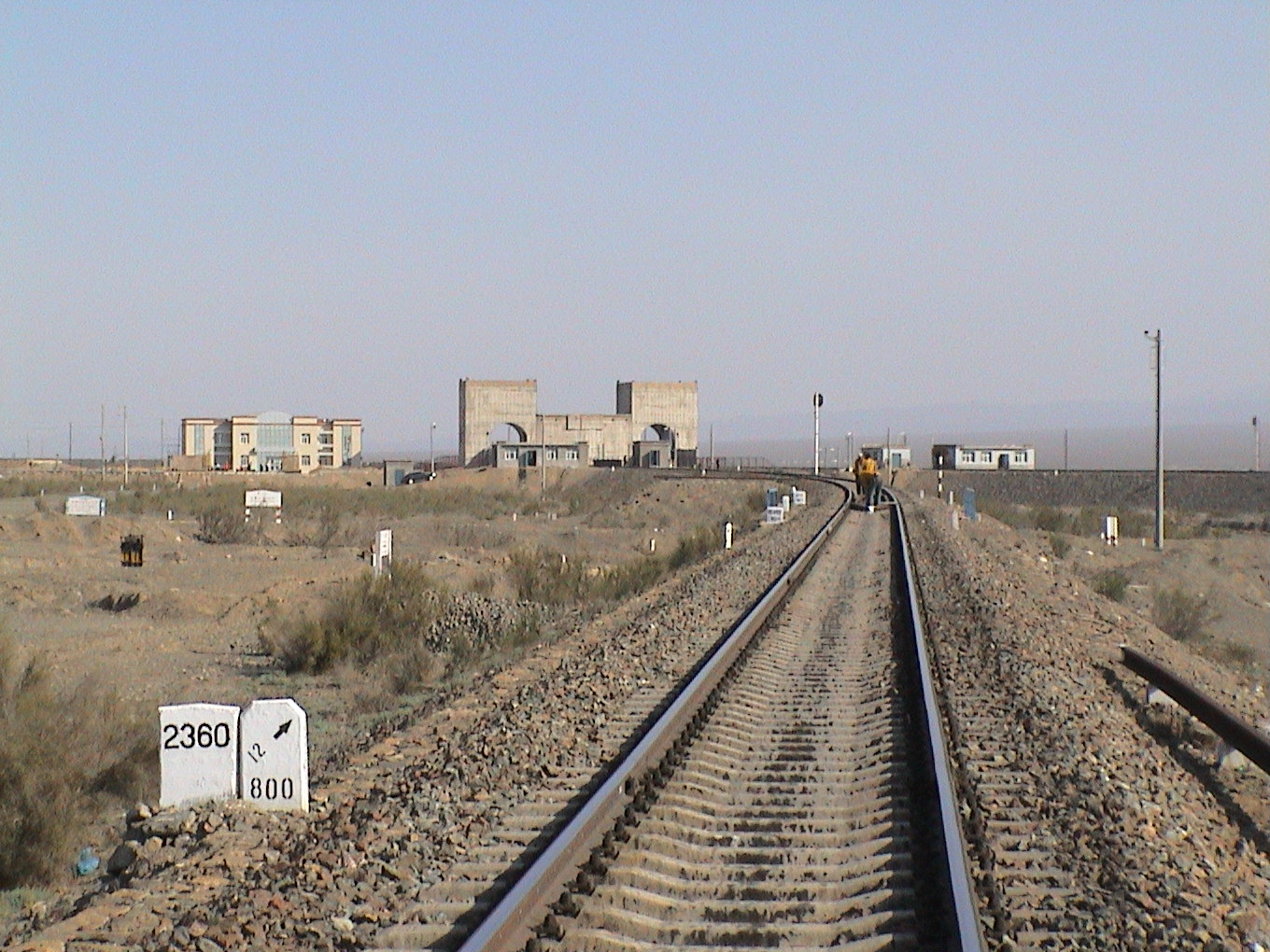
Granica z Kazachstanem
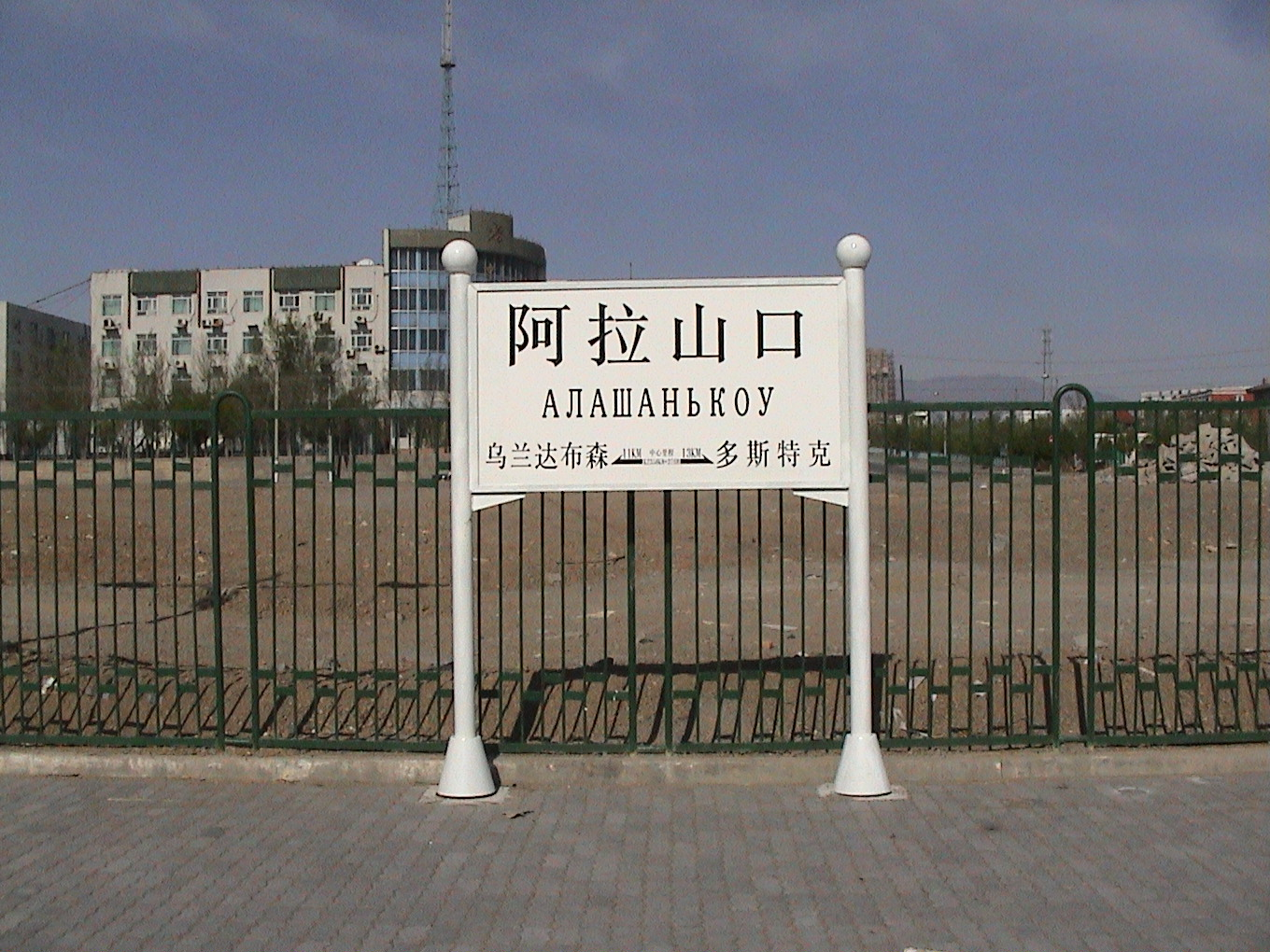